# آيت علي أو يوسف (آيت علي أو يوسف)
آيت علي أو يوسف هو دُوَّار يقع بجماعة آيت عياش، إقليم ميدلت، جهة درعة تافيلالت في المملكة المغربية. ينتمي الدوّار لمشيخة آيت علي أو يوسف التي تضم 4 دواوير. يقدر عدد سكانه بـ 838 نسمة حسب الإحصاء الرسمي للسكان والسكنى لسنة 2004.

## وصلات خارجية
- البوابة الوطنية للجماعات الترابية
- المندوبية السامية للتخطيط